# Cheremule
Cheremule (sardisch: Cherèmule) ist eine italienische Gemeinde (comune) mit 393 Einwohnern (Stand 31. Dezember 2023) im Norden der Insel Sardinien in der Metropolitanstadt Sassari. Die Gemeinde liegt etwa 28,5 Kilometer südsüdöstlich von Sassari. 
Südlich von Cheremule liegt die Nekropole von Moseddu. 